# Попов, Благой Семёнович
Благой Семёнович Попов (болг. Благой Симеонов Попов; 22 ноября 1902, Дрен, Болгария — 28 сентября 1968, Варна, Болгария) — деятель болгарского и международного коммунистического движения, фигурант Лейпцигского процесса.

## Биография
Родился в селе Дрен общины Радомир в семье сельского учителя. В 1919 году вступил в Коммунистический союз молодёжи Болгарии, а в 1922 году — в Болгарскую коммунистическую партию. В 1923 году занимал пост руководителя районной и заместителя руководителя городской (София) подпольной комсомольской организации.
Участник Сентябрьского восстания 1923 года против правительства А. Цанкова. После поражения восстания — член Видинских окружных комитетов партии и комсомола. В 1924 году участвовал в подготовке и проведении 1-й конференции Болгарского комсомола, проводившейся нелегально. Заочно приговорён властями Болгарии к 15 годам тюрьмы.
30 октября 1924 года эмигрировал по решению ЦК БКП. В 1929 году окончил Академию коммунистического воспитания им. Н. К. Крупской в Москве, после чего нелегально вернулся в Болгарию. С октября 1929 года член ЦК, с ноября — политический секретарь ЦК комсомола, член ЦК БКП. С декабря 1930 года кандидат в члены Политбюро ЦК БКП. С 1931 года член Исполкома и Президиума Исполкома Коммунистического интернационала молодёжи. С сентября 1931 года вновь в подполье в Болгарии, член Политбюро ЦК БКП, руководил парламентской фракцией легальной Рабочей партии и работой ЦК комсомола. В октябре 1931 года был арестован, но бежал; заочно приговорён к 12,5 годам тюрьмы.
С января 1932 года вновь в эмиграции. В ноябре 1932 года направлен Исполкомом Коминтерна в Берлин.
В феврале 1933 года был арестован полицией Германии по обвинению в поджоге Рейхстага. В результате Лейципского процесса (сентябрь — декабрь 1933 года) был оправдан вместе с Г. Димитровым и В. Таневым, но продолжал содержаться в тюрьме. После того, как СССР предоставил трём болгарам советское гражданство, они были в феврале 1934 году высланы в Москву.
В 1937 году арестован, около 17 лет находился в заключении. В 1954 году освободился и вернулся в Болгарию. С 1954 года занимал руководящие должности в министерстве культуры, министерстве иностранных дел НРБ. С 1964 года — персональный пенсионер.
Похоронен в Софии.

## Память
Именем Благоя Попова названы улицы в Софии и в Дупнице, завод в Пернике.